# Гоци, Джулиано
Джулиано Гоци (итал. Giuliano Gozi; 7 августа 1894, Сан-Марино, Сан-Марино — 18 января 1955, там же) — сан-маринский государственный деятель, капитан-регент Сан-Марино (1923, 1926—1927, 1932, 1937 и 1941—1942).

## Биография
Студентом юридического факультета в Болонском университете в 1915 году, он добровольно зачислился сан-маринский отряд «итальянских братьев» во время Первой мировой войны. Отказавшись от службы в состав 27-го пехотного полка в Форли в Болонье, он был призван в 35-й пехотный полк и отправлен в военную школу Модены. В ноябре 1915 года в звании второго лейтенанта был отправлен на фронт с 3-м полком, сражающимся в Валле-дель-Бойте, на Тофане, в районе Чимы Лагацуой, в седловине ди Фонтана Негра, близ Кастеллетто, Чимы Фальцарего, за что был отмечен золотой медалью «За воинскую доблесть».
Получив звание лейтенанта в 1916 году и пройдя переподготовку в подразделениях безопасности, участвовал в подавлении антивоенных беспорядков в Турине и Капоретто, в ноябре 1917 года вернулся на фронт в составе 6-го батальона, участвовал в боях с войсками Австро-Венгрии битве при Монте-Граппа и в обороне Вальдастико. В сентябре 1918 года покинул военную службу. Отказавшись получить для бойцов-добровольцев, он был награждён серебряной медалью итальянского Красного Креста и серебряной медалью Республики Сан-Марино, а также Союзной медалью победы в Первой Мировой войне.
В апреле 1918 года Генеральный совет Сан-Марино назначил его министром иностранных дел. Эту должность он занимал до 1943 года. В 1939 году подписал с королем Италии Виктором Эммануилом III «Соглашение о дружбе и добрососедстве», которое продолжало действовать между двумя государствами и в 21 веке. Также исполнял обязанности министра внутренних дел. В целом проводил курс Сан-Маринской фашистской партии, который был ориентирован на аналогичные режимы Европы, прежде всего Италии.
С 1923 по 1942 год пять раз занимал должность капитана-регента Сан-Марино. В сентябре 1942 года в письме итальянскому консулу в Сан-Марино обосновывал невозможность принятия еврейских беженцев из Италии, вследствие принятия закона Сан-Марино «О защите расы», отмененного в 1946 году.
Выступил инициатором создания неофашистской партии Республиканская фасция Сан-Марино, основанной в январе 1944 года. Однако в сентябре 1944 года после ввода в страну британских войск эта партия была тоже распущена. После одобрения парламентом чрезвычайного закона о люстрации был осуждён за участие в фашистском движении. За этим последовало полное политическое забвение.
В 1946 году вышел указ капитана-регента, который лишал его титула графа, а также золотой медали «За заслуги» первого класса.
В 2014 году парламент Сан-Марино незначительным числом голосов отклонил инициативу о переименовании в честь политика одного из предместий столицы. Телевизионная программа национального вещателя San Marino RTV, выпущенная в 2015 году к 50-летию со дня его смерти, вызвала протест представителей коалиции Объединённые левые. В ноябре 2015 года его правнучка Паола Барбара Гози выпустила о нем биографическую книгу «Человек-Родина», которую представила капитанам-регентам.

## Награды и звания
- Большой крест ордена Святого Марина
- Итальянская золотая медаль «За воинскую доблесть»
- Итальянский Крест «За боевые заслуги»
- Памятная «Медаль Победы»
- Серебряная медаль «за Заслуги» итальянского Красного Креста
- Золотая медаль Сан-Марино «За Заслуги» (1925—1946).